# 泽兰伯国
泽兰伯国（荷蘭語：Graafschap Zeeland）是神圣罗马帝国的一个诸侯国，属于伯国。该诸侯国位于低地，大约位于今天的荷兰泽兰省。该诸侯国的历史始于1012年，结束于1795年。1012年建立泽兰伯国标志着该诸侯国的建立。1795年，尼德兰成为法国的傀儡国，泽兰伯国建制被法国废除，该诸侯国的历史宣告终结。泽兰伯国1012年设立时，是佛兰德伯爵名下的领地之一。1335年后，泽兰伯国成为荷兰伯爵的领地。从1432年开始，泽兰伯国随荷兰伯国一起成为勃艮第属尼德兰的一部分。1482年后，荷兰伯国被哈布斯堡王朝继承，成为哈布斯堡尼德兰的一部分。泽兰伯国也是后来尼德兰联省共和国的七个省之一:405-406。